# Manguaré

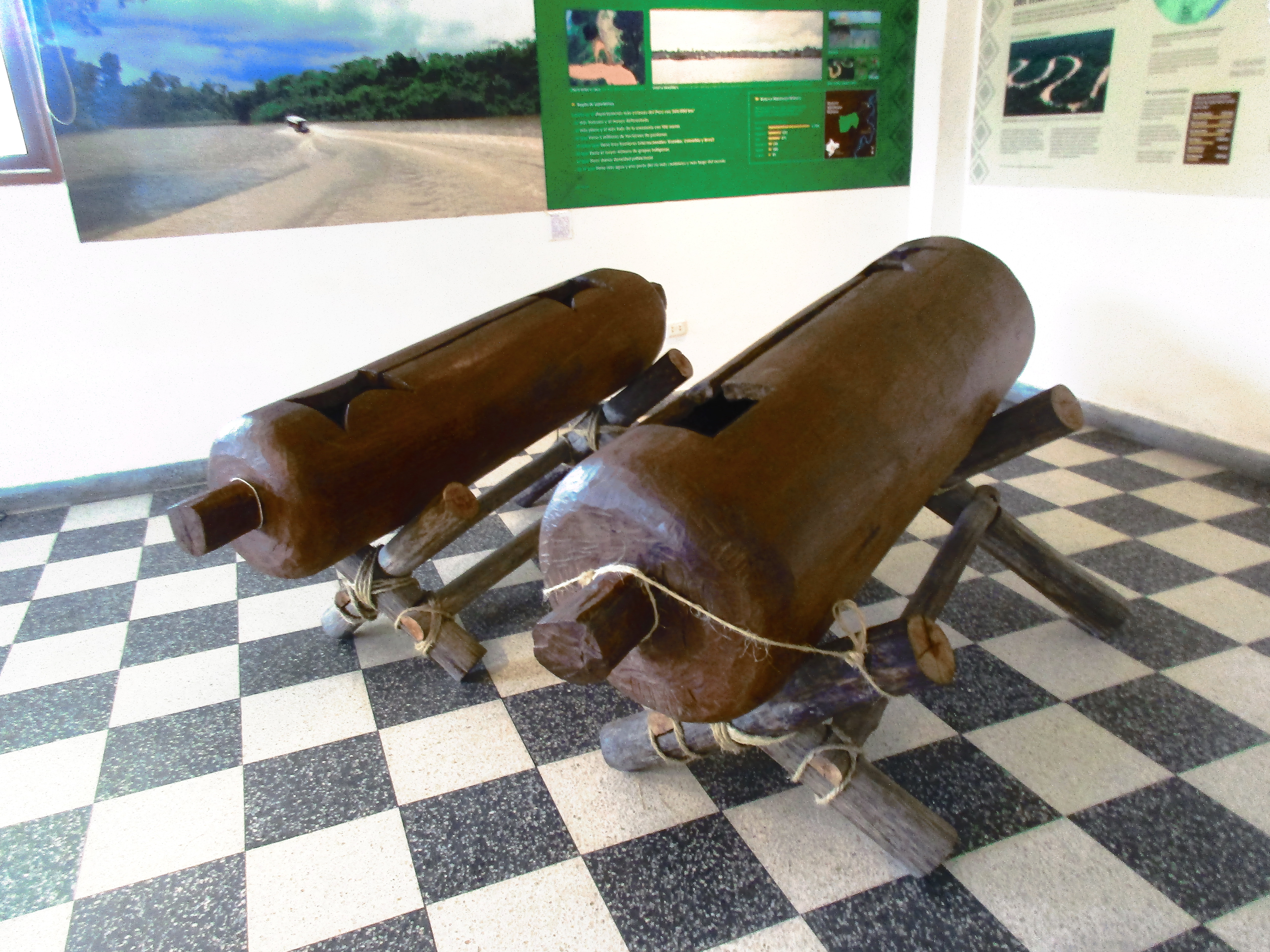
Dos ejemplares de Manguarés en Mi Museo Iquitos, en la ciudad de Iquitos, Perú.

El manguaré es un instrumento de percusión de origen precolombino, utilizado por las comunidades indígenas amazónicas para anunciar mensajes, ceremonias, declaraciones de  guerra y hasta de amor.
Se compone de dos troncos, uno más  delgado que el otro. Se golpea con dos mazos de madera, en las que su punta más gruesa está envuelta por una cinta de caucho negro, tejido con una redecilla.
El sonido del manguaré puede oírse hasta 20 km de distancia.

## Historia
Hace muchos años, los hombres uitoto descubrieron que diversos animales se comunicaban entre ellos por medio de diversos golpes, como el pájaro carpintero en los árboles y algunos peces que golpeaban la superficie del agua con sus aletas. Por ello, idearon y construyeron el manguaré para comunicarse entre ellos.